# تپه تکان
تپه تکان مربوط به سده‌های میانه و متاخر دوران‌های تاریخی پس از اسلام است و در شهرستان ایجرود، بخش مرکزی، دهستان گلابر، ۱۲۶۰ متری جنوب غربی روستای ینگی کند سیدلر واقع شده و این اثر در تاریخ ۱۵ دی ۱۳۸۷ با شمارهٔ ثبت ۲۴۰۷۸ به‌عنوان یکی از آثار ملی ایران به ثبت رسیده است.